# オンボードグラフィック
オンボードグラフィック（英: on-board graphics/onboard graphics、オンボードグラフィックス、オンボードビデオ）とは、パーソナルコンピュータのマザーボード上に搭載されているグラフィックスコントローラ (GPU) のことである。内蔵グラフィックス、内蔵ビデオなどとも呼ばれる。
マザーボード上に直接搭載されたグラフィックスコントローラ (GPU) ではなく、PCI ExpressやAGPなどのバスコネクタに接続されたビデオカード（グラフィックスボードと呼称される場合も多い）上の搭載グラフィックスコントローラ (GPU) については、ビデオカードを参照。

## 概要

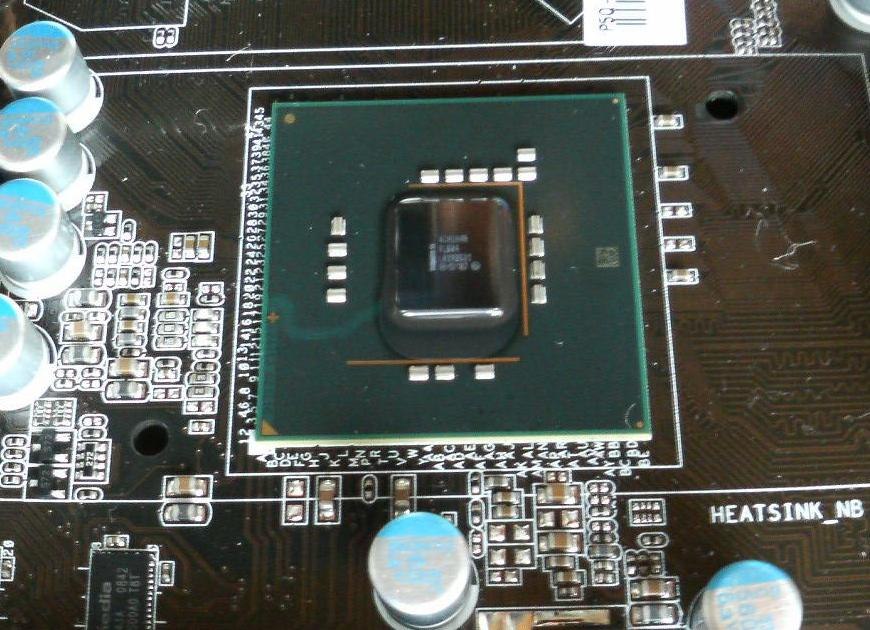
インテル製 G45 チップセット

パーソナルコンピュータから映像を出力するためには、一つにマザーボードの拡張スロット（PCIバスなど）にビデオカードを接続し、そのビデオカードの映像出力端子とディスプレイを接続する形態がある。これとは異なり、マザーボード自体にグラフィックスコントローラと映像出力端子が実装されていて、マザーボードとディスプレイを直接接続する形態もあり、このマザーボード上に実装されているグラフィックスコントローラのことをオンボードグラフィックスと呼んでいる。
実装形態は、単体のグラフィックスチップ（Discrete GPU: ディスクリートGPU、dGPU）をシステム基板に直接実装してグラフィックス機能を実現しているものと、グラフィックス以外の機能と統合されたチップ（統合チップセット）を搭載しているものに大別される。なお、低価格・エントリー向けのオンボードグラフィックスに関しては、後述するIntel Core iシリーズCPUやAMD APUなどのように、CPUに統合されたGPU（Integrated GPU: 統合GPU、iGPU）を備える製品の出現により、その役割を取って代わられることになった。サーバーあるいはワークステーション向けの製品では、少数だがオンボードグラフィックスを搭載しているマザーボードも依然としてリリースされ続けている。
オンボードグラフィックスは、ビデオカードと比較して省スペースかつ低コストに生産することができるという長所をもつが、電力供給や排熱の問題から、グラフィックス性能については単体のビデオカードの方が優れている場合がほとんどで、特に3次元コンピュータグラフィックス (3DCG) の描画能力では、同世代のハイエンドクラスのグラフィックスボードに匹敵するオンボードグラフィックスはほとんど存在しない（まったく存在しないわけではないが、非常に高価である）。
ただし、Microsoft Officeのような文書および数表などのビジネス資料作成ソフトや年賀状作成ソフトを利用したり、Webサイト閲覧や動画再生、電子メールを読み書きしたりするなどの一般事務用途あるいは一般家庭用途では強力な描画性能を必ずしも必要とせず、オンボードグラフィックスで不都合を感じないことが大半である。したがって、省電力性が重視されるノートパソコン、小型化が求められる省スペースパソコン、あるいはコスト最優先の普及価格帯以下のデスクトップパソコンを中心に、統合チップセットあるいは統合GPUによるオンボードグラフィックスが広く採用されている。なおビデオ会議のようなストリーミングやブラウザ上でのWebGL利用、OSのデスクトップ描画やプレゼンテーションソフトのGPUアクセラレーションなど、オフィスワークでもGPUパワーが必要となるケースも増えており、また4Kのような高解像度環境やマルチディスプレイ環境は特にGPUの負荷が大きく、CPU内蔵GPUではパフォーマンスに問題が出ることもある。
USBなどの汎用入出力端子（拡張ボード上でも可）に、対応ディスプレイを直接接続する形態や、ディスプレイアダプター（変換ユニット）経由で汎用ディスプレイを接続する形態もあるが、これらはディスプレイあるいはアダプター内部にGPUを持たず、PC側のビデオカードなどのGPUが描画した結果をOSの機能を使ってコピーするものでしかないため、BIOS画面（POST画面）の表示に対応しておらず、またDirect3DやOpenGLによる表示に対応していないこともある。

## 単体グラフィックスチップによるオンボードグラフィックス

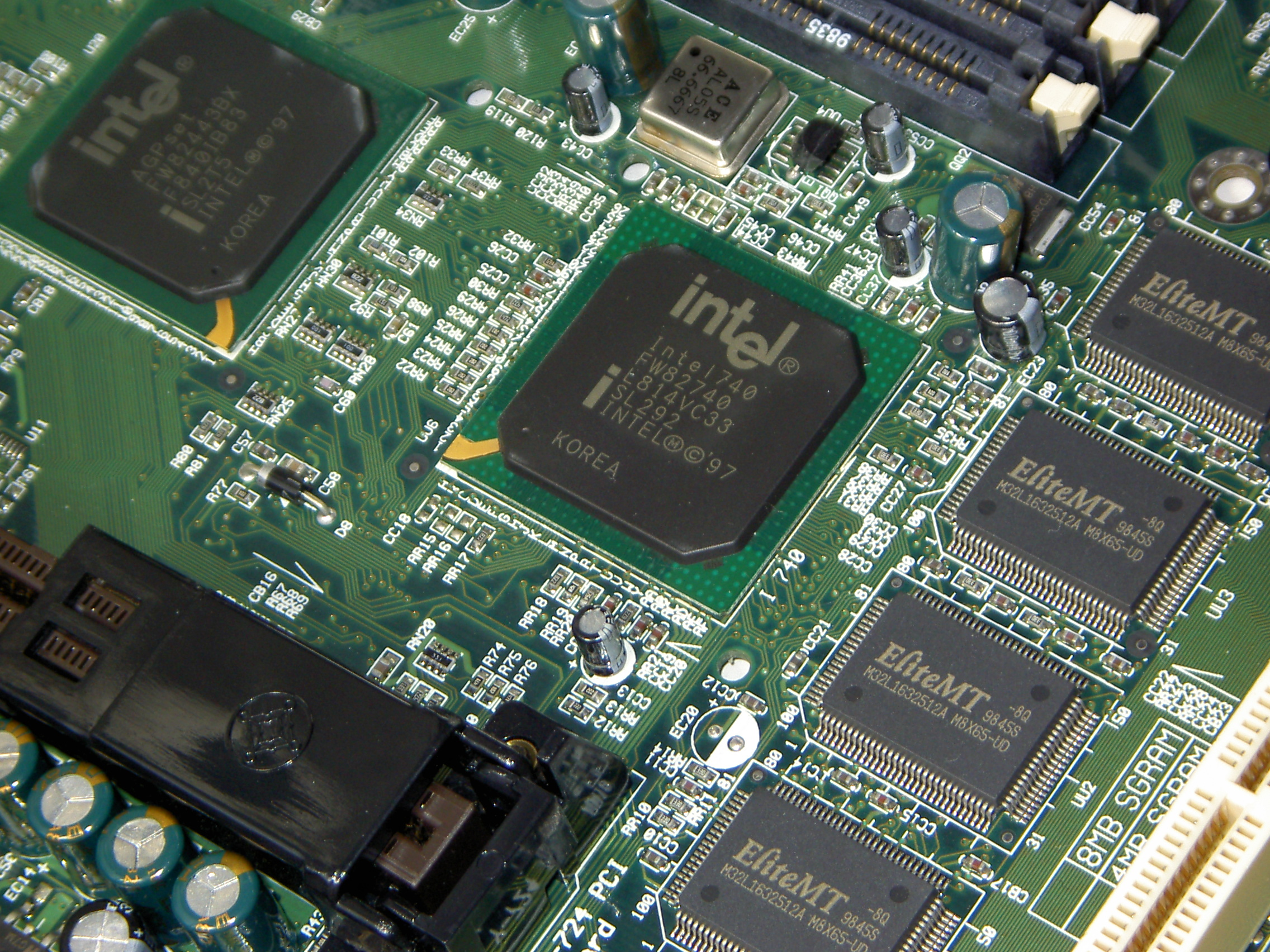
マザーボード上にオンボード実装された単体グラフィックスチップの例(i740)。左上はi440BXチップセット。右下にVRAMとPCIスロットが映り、外部AGPスロットが存在しないことが分かる。

統合グラフィックス機能の普及以前のPCでは単体グラフィックスチップを搭載することが一般的であった。これはグラフィックスカードの形態で提供される場合もあったが、低価格帯向けの製品ではシステム基板上に単体のグラフィックスチップとビデオメモリを搭載するものも多かった。ただしこれらはあくまで必要最小限の機能を安価に提供することをも目的としており、S3のTrio64/32やCirrus Logicなどの低価格製品が多く用いられた。
グラフィックス統合チップセットが広く普及して以降、低価格を目的に単体グラフィックスチップを搭載する例は激減したが、市場需要に対し適切なグラフィックス統合チップセットが提供されない時期にはコスト削減を目的に単体グラフィックスチップがオンボード搭載される場合もあった。(i850/845 SDRAMの時期に一部メーカーが低価格GPUをオンボードで採用している)
ただしAGPやPCI Expressなどのバスを使用して単体ビデオチップをオンボード搭載すると、これらのバスを外部バスとして使用することが出来なくなる。

### ノートパソコン
ノートパソコンは拡張カードが搭載できない関係で、当初はオンボードで単体グラフィックスチップを搭載するのが一般的であった（外付けディスプレイ用のPCカードは存在した）。いわゆるラップトップパソコンの時代から、基板が独立している場合でも原則交換できなかった。初期にはNeoMagicのMagicGraph 128およびMagicMedia 256、TridentのCyberBlade、ATIのRage Mobilityなどの製品が大きなシェアを占めていた。これら製品はビデオメモリをグラフィックスチップに内蔵するエンベデッド構造を採用することで、ノートパソコン部品として重視される省スペース性を実現していたが、描画性能は極めて貧弱な水準であった。
i810チップセットの普及以後はデスクトップPC同様に、グラフィックス機能を重視しない普及価格帯以下の製品では統合グラフィックス機能が主流となった。しかしグラフィックス機能をアピールする一部のハイエンド製品では、オンボード実装の単体GPUを搭載するものが販売されることも多い。なお、単体GPUであってもモバイル向けに性能や機能を削った省電力版が搭載されることが多く、デスクトップ版と同等のフルスペックGPUが搭載されることはまれである。そのほか、チップセット内蔵のグラフィックスあるいはCPU内蔵のグラフィックスを搭載しながら、さらにオンボード実装の高性能単体GPUも両方搭載する製品において、システムの電源接続状況やアプリケーションに応じて内蔵グラフィックスと単体GPUとを切り替える技術として「NVIDIA Optimus Technology」や「AMD Switchable Graphics」なども存在する。

### サーバシステム
表示能力を重視せずシステム性能を重視するサーバ機は、オンボード実装のグラフィックスチップを搭載するものが多い。サーバ市場では価格・製品実績・安定性などが重視されるため、AMDのRageXLやES1000、XGIのVolari Z7などが採用されている。変わった所では、UNIXワークステーションのうち3D性能を重視しない機種（サン・マイクロシステムズのULTRA5やBlade100など）でRageIICやRageXLがオンボードで採用されている。

### Macintosh
1999年以降、Apple ComputerはPowerPC搭載Macintosh向けチップセットを自社で開発していたが、グラフィックス機能を搭載したシステムコントローラがなかったため、Power Macシリーズ以外の全機種にはATIやNVIDIA製の単体グラフィックスチップがオンボードで搭載されていた。
インテルのCPUを採用してからは、インテル製のグラフィックス統合チップセットも搭載されるようになった。現在、単体グラフィックスチップをオンボードで搭載するのは、MacBook ProシリーズとiMacシリーズである。

## グラフィックス統合チップセットによるオンボードグラフィックス

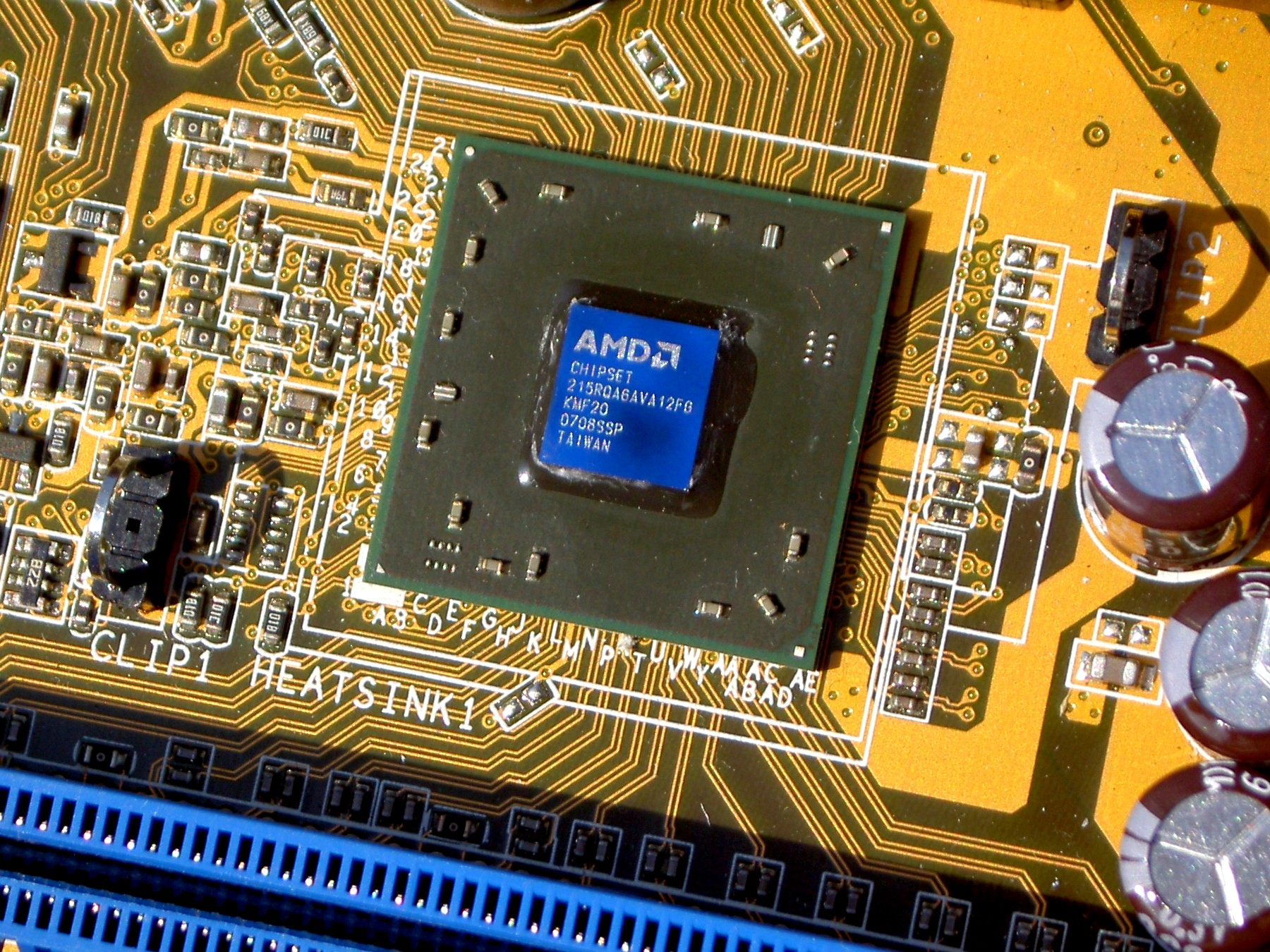
グラフィックス統合チップセットの例（AMD 690G）

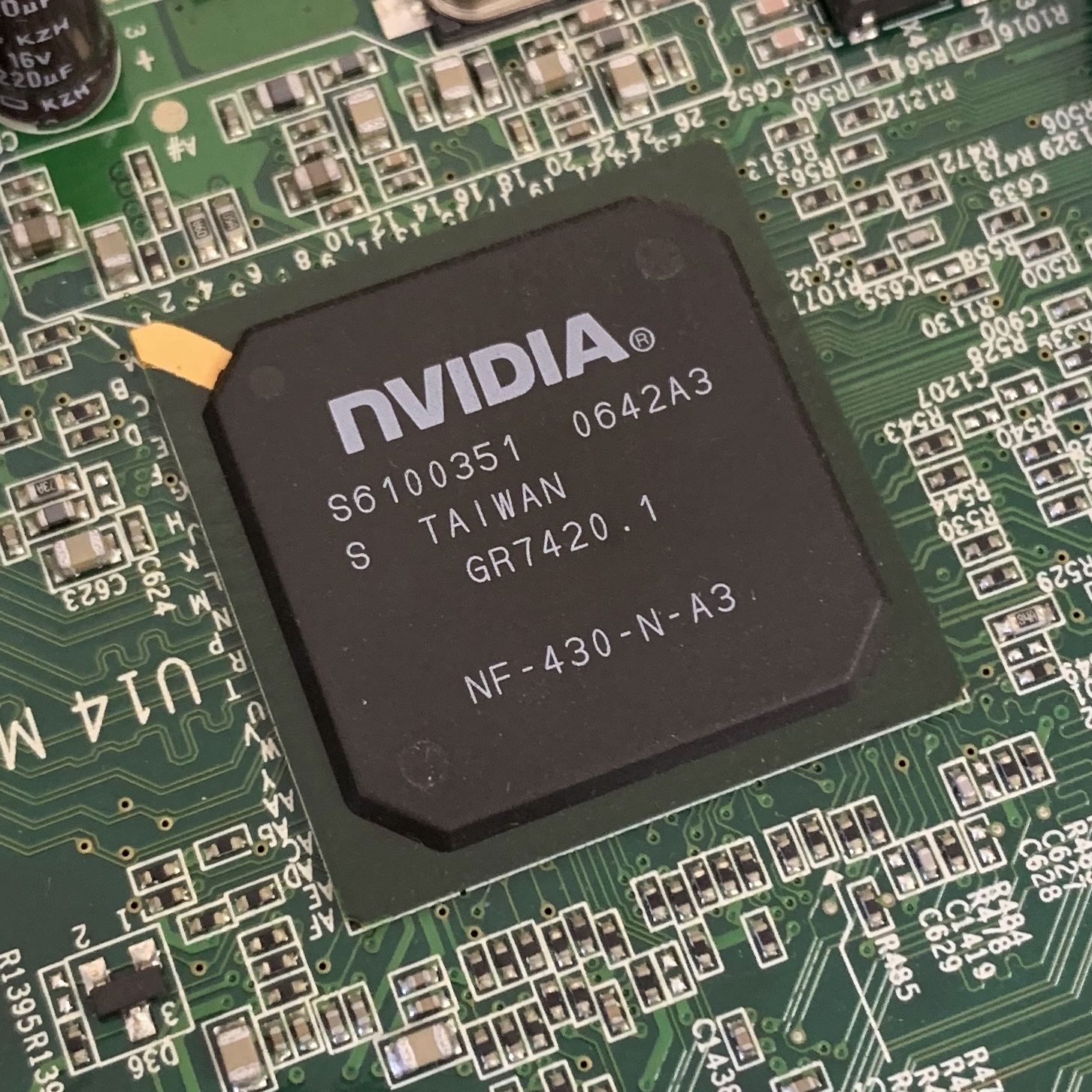
NVIDIAのチップセット（NF-430-N-A3）

システムに不可欠のグラフィックス機能を他チップに統合する試みは古くから存在し、CPUに統合した Cyrix MediaGX、ノースブリッジに統合した SiS 520 なども存在した。しかし、これら製品はグラフィックス機能の貧弱さに加え、元々シェアの少ないメーカーのCPUやチップセットだったことや、低価格市場を目的にしていたことから利用できるCPU性能にも制限があり、広く採用されるには至らなかった。
状況を大きく変えたのがインテルが1999年に発表した Intel 810 チップセットである。i810 はハブアーキテクチャと呼ばれる設計を採用した、当時としては最新のチップセットであり、Graphics and Memory Controller Hub（GMCH）と呼称されるノースブリッジに、同社製3Dグラフィックスチップ i752 をベースとした Intel Graphics Technology コア（以下IGTコア）を統合していた。ベースとなった i752自体、3Dに関しては描画機能・性能ともにグラフィックスチップとしては当時すでに貧弱な存在であったが、2Dの描画性能は十分な性能を有していたため、IGTコアは大多数のユーザーが主に行うオフィス処理や、ウェブブラウジングなどには十分な性能を有していた。
また、i810 は当時としては高速な100MHzシステムバスもサポートしていたため、同設計でハイエンドからローエンドまでのCPUを採用した製品ラインナップを作りやすく、さらにグラフィックスカードを搭載しないで済むため、省スペースデザイン（省スペースパソコンの設計）なども可能であった。このため、メーカー製PCを中心に広く採用され、爆発的な成功を収めた。
しかし、i810 は外部AGPをサポートしていなかった。つまり、後から必要になっても高性能なグラフィックスボードを追加する事ができない（ただし、PCIインターフェイス搭載のビデオカードを増設することでアップグレードすることは可能であった）ため、特に自作パソコンユーザーに敬遠される傾向にあった。この事から、次代の i815 では、システムバスが133MHzに向上すると共に外部AGPがサポートされた。この i815 を搭載した、AGPスロットとオンボードグラフィックスの両方を持つマザーボードが発売されると、今度は自作PC用のマザーボードでもヒット商品が続々と登場した。
この i810・i815 の大成功以降、各チップセットメーカーも競ってグラフィックス統合チップセットを投入し、普及価格帯以下のPCではチップセット統合グラフィックス機能を用いる製品が一般的になった。オンボードグラフィックスの呼称である「内蔵ビデオ」、「内蔵グラフィックス」などはこの形態に由来する。
当初こそチップセット統合グラフィックスは貧弱さを揶揄される存在だったが、需要の拡大とともに進化していった。
機能面ではDirect3D/OpenGLのプログラマブルシェーダーによる3Dグラフィックスおよびビデオアクセラレーションへの対応、HDCPに対応したHDコンテンツ出力、マルチディスプレイなどを実現しており、DirectX 9.0c（シェーダーモデル3）世代ではほぼ単体GPUと遜色の無い水準に達していた。ただし、Intel GMAはDirectX 10（シェーダーモデル4）には対応するものの、OpenCLやDirectComputeを利用したGPGPUには対応しなかった。
反面、性能面では i810 以降のオフィス用途を主眼とした統合グラフィックス製品に対して、主にゲームユーザーなどからの不満も多かった。2001年、NVIDIAが発表したnForceチップセットは統合グラフィックス性能の高さをアピールしており、これ以降は性能を重視した統合グラフィックス製品も多く登場した。
グラフィックス機能を統合したチップセットでは、AGPまたはPCI Expressなどのバスを用いて内部的にチップセットとグラフィックス・コアを接続した。このため、AGPのように1本しか存在しないバスを用いたチップセットの場合、そのバスを用いた外部スロットを使用すると、チップセット統合のグラフィックス・コアは無効になる場合もある。またPC/AT互換システムで必要となるビデオBIOSもマザーボードのBIOSに統合された。

### 統合チップセットで利用される技術/拡張機能

#### Unified Memory Architecture
チップセット統合グラフィックスの場合、フレームバッファに用いるビデオメモリ（VRAM）はメインメモリと共有するものが一般的である。これを Unified Memory Architecture（以下UMA）または Shared Memory Architecture（同SMA）と呼称する。UMAでは専用のビデオメモリを必要としないゆえにコストが削減でき、かつ実装面積の節約にも繋がる。これらのメリットにより、チップセット統合グラフィックスを用いている製品では大半がUMAを採用している。
反面、UMAによりビデオメモリ用として確保された領域はオペレーティングシステム（OS）からは使用できなくなり、実効メモリ容量が減少する。さらに、ビデオメモリとしては低速なメインメモリを使うことからグラフィックス性能の低下に繋がるほか、メモリ帯域を侵食されてプロセッサの性能も低下するため、システム全体の性能低下に繋がる場合もある。
UMAによりビデオメモリ領域として確保される容量は、システムのBIOSでユーザーが設定するものと、デバイスドライバにより自動的に設定されるものとがある。後者は起動するアプリケーションによって確保されるVRAM容量が動的に変化する。
なお、これらの弱点を補うため、ALi Aladdin TNT2や以下に記載のLocal Frame Buffer (Side Port Memory) のように、チップセット内蔵グラフィックでありながら外部VRAMをサポートするものや、一部のIntel Iris Graphicsのように、eDRAM形式でのVRAMを搭載するものも存在する。以下に記載のあるi810DCもeDRAM形式でのVRAMを搭載した統合チップセットである。

#### Display Cache
UMAによる性能低下の問題は早くから認識されており、i810 には4MBの Display Cache をサポートする i810DC と呼ばれる上位モデルが存在した。この Display Cache はチップセットのグラフィックス・コアに直接接続されるZバッファ専用のキャッシュメモリであり、グラフィックス・コアとメインメモリ間のトラフィックを軽減し、グラフィックス性能の向上を図るものである。i815 でもAGP経由で接続される Graphics Performance Accelerator を用いた Display Cache をサポートした。
なお、いずれの場合でもDisplay Cache はあくまでZバッファ専用であるため、2D性能の向上にはまったく寄与しない。

#### Local Frame Buffer (Side Port Memory)
Local Frame Buffer（以下LFB）は上述の Display Cache 同様にチップセットのグラフィックス・コアに直接接続されるビデオメモリである。AMDではこれを Side Port Memory と呼称する。
Zバッファ専用の Display Cache と異なり、一般的なビデオメモリとして利用可能であり、3D性能のみならず、2D性能の向上にも繋がる。マザーボードベンダーがオンボードグラフィックスの性能を高めたい場合に採用した。性能設定により UMA を使用せず LFB のみでの運用も可能である。AMD（旧 ATI 含む）やSiSの一部製品でLFBがサポートされた。

#### ADDカード
ADDカードはインテルおよび SiS の製品で採用されたグラフィックス拡張機能である。これは AGPスロットに接続するビデオカード状の拡張カードであり、基板上には SiS 301 などの TMDSトランスミッタ/TV出力エンコーダチップと、出力端子としてDVI端子やVGA端子を搭載する。これにより、最低限のコストでシステムにオプションの出力機能や、マルチディスプレイ機能を追加することが可能である。
Intel 845G から 865G において採用された他、915 Express ファミリ以降では PCI Express 世代の ADD2カードが採用された。

### チップセット統合グラフィックスの主なブランド
統合チップセットによるオンボードグラフィックス機能はそれ自体が単体で販売されるものではなく、当初は独自の名称を持たないものが一般的であった。しかしグラフィックス機能への需要の高まりとともに、統合グラフィックス機能にユニークネームによるブランド名を冠するのが一般的となった。ベースとなったグラフィックス・コアが十分なネームバリューを持つ場合は、グラフィックス・コアの名称がそのままチップセット名となることも多かった。
- AMD (ATI) - RADEON Xpress / RADEON HD
- インテル - Intel Graphics Technology (Intel 810, Intel 815) / Intel Extreme Graphics / Intel Graphics Media Accelerator
- NVIDIA - nForce / GeForce
- SiS - Mirage Graphics
- VIA Technologies - ProSavage / UniChrome / Chrome9 HC

## GPU統合CPUによるオンダイグラフィックス
インテルでは2000年頃にTimnaというCPUで初採用される予定であったが、開発中止となり、2009年にIntel Atomで初採用された。メモリコントローラとグラフィックス機能がCPU内部に移動されたが、当初はIntel GMA 3150を搭載しており、DirectX 9.0（シェーダーモデル2）対応にとどまっていた。汎用CPUでは2010年にIntel Core i5 (デスクトップ向けはClarkdale、モバイル向けはArrandale) で採用され、統合GPUの名称はIntel HD Graphicsとなる。Nehalemの後継となるSandy Bridge世代以降、Intel Core iシリーズ/Pentium/Celeronは、ほとんどの製品が統合GPUを搭載する。Haswell世代以降の一部のハイエンド製品では、統合GPUにIntel Iris Graphicsというブランド名が使われている。
AMDではATIの買収当初からCPUとGPU (Radeon) の統合を計画していて、2011年にAMD Fusion APUとして発表した。2012年の途中から単にAMD APUと呼称するようになった。ATIで培われた高性能な単体GPUの技術を統合しているため、特にデスクトップ向けのAMD Aシリーズは数世代前のミドルレンジ単体GPUに匹敵する性能をもつ。
いずれにおいても、DirectX 11（シェーダーモデル5）に対応し、OpenCLやDirectComputeを利用したGPGPUにも対応できるアーキテクチャを持つ製品も出現している。新世代のローレベルグラフィックスAPIであるDirectX 12およびVulkanに関しては、AMD APUではGraphics Core Next (GCN) 第1世代以降のGPUを搭載する製品でDirectX 12およびVulkanに対応し、インテルCPUではHaswell世代以降の内蔵GPUでDirectX 12に、またSkylake世代以降の内蔵GPUでVulkanに対応する。
CPUパッケージ自体にグラフィックス機能が統合されているので「オンダイグラフィックス」もしくは「統合グラフィックス」と呼称するのが正確だが、慣例的に「オンボードグラフィックス」と呼称されることもある。
IntelおよびAMDの両者で大きく異なる点として、Intel製品では従来通りCPUとGPUのメモリ空間が独立しているのに対し、AMD APUではHeterogeneous System Architecture (HSA) と呼ばれるGPGPU支援技術基盤をサポートしており、さらにKaveri世代以降のAMD APUでは、HSA 1.0仕様の要素技術として、物理的にも論理的にもCPUとGPUのメモリ空間が統一され、CPU-GPU間のデータ共有を容易にすることができる heterogeneous Uniform Memory Access (hUMA) をサポートしていることが挙げられる。
そのほか、モバイル向けではNVIDIAのTegra、クアルコムのSnapdragon、AppleのAシリーズなどが挙げられるが、Intel/AMDとは異なりx86ではなくARMアーキテクチャのCPUを統合していることが特徴的である。
PlayStation 4/PlayStation 5やXbox One/Xbox Series X/SにはAMD APUのカスタム品が採用されている。Nintendo SwitchにはNVIDIA Tegraのカスタム品が採用されている。
2018年にはモバイル向けAMD Radeon GPUをKaby Lake世代のインテルCPUに統合した製品 (KBL-G、Kaby Lake-G) のラインナップが正式発表された。
なお、グラフィックス統合チップセットや統合チップセットを統合したCPUによるオンボードグラフィックスはIntegrated Graphics Processor（IGP）もしくはIntegrated Graphics Processing Unit（iGPU）と呼ばれることもある。